# Gérard Hernandez
Gérard Hernandez (20 de enero de 1933, Valladolid) es un actor español naturalizado francés en 1975. Es famoso por su bigote y por haber prestado su voz a muchos personajes animados, incluyendo Gonzo en El Show de los Muppets, el profesor Moriarty en la mayoría de los episodios de la serie animada Sherlock Holmes, el Abuelo Pitufo y el Pitufo Gruñón en la serie de televisión Los Pitufos y la película del mismo nombre.
En el cine, se ha especializado en papeles secundarios. Es famoso por su tándem con Jean-Pierre Marielle cara Philippe Noiret en la película Coup de torchon de Bertrand Tavernier en 1981.
Muy popular en la televisión en los años 1970 y 1980, es un invitado habitual en los juegos televisivos Les Jeux de 20 heures de FR3 y L'Académie des neuf en Antenne 2. También presentó el juego Les affaires sont les affaires en Canal+ a mediados de 1980.
De 2002 a 2009, desempeñó el papel del comisario Perret en la serie de televisión Père et Maire. Desde 2009, interpreta al personaje de Raymond en la serie de televisión Scènes de ménages en M6.

## Filmografía

### Películas
- La Meilleure Part (1955) ... Gonzalez
- Méfiez-vous fillettes (1957) ... huésped
- Montparnasse 19 (1957)
- La evasión (1959) ... un prisoniero
- La Belle Américaine (1961) ... Gruau, un agente de policía
- Le Crime ne paie pas (1961) ... fue testigo del accidente
- Les Combinards (1966) ... monje
- Le Cerveau (1968) ... un agente
- Les Gaspards (1974) ... Hervé Balzac, inspector de policía
- Attention les yeux! (1976) ... dueño del restaurante
- D'amour et d'eau fraîche (1976) ... Ben
- Cours après moi que je t'attrape (1976) ... Grandpré
- Le Chasseur de chez Maxim's (1976) ... Hernandez
- Bobby Deerfield (1977) ... Carlos Del Montanara
- La Nuit, tous les chats sont gris (1977) ... dueño del restaurante
- Les Ringards (1978) ... gobernador de la prisión
- Coup de tête (1979) ... inspector
- C'est pas moi, c'est lui (1979) ... vendedor de cerámica
- Rodriguez au pays des merguez (1980) ... Gongormatz
- Signé Furax (1980) ... Asti Spumante
- Coup de torchon (1981) ... Leonelli
- Sanguine (1988) ... Álvaro
- L'Invité surprise (1988) ... dueño del casino
- La Femme du cosmonaute (1998) ... Profesor Klavel
- La Dilettante (1999) ... inspector de policía
- Un crime au Paradis (2000) ... Jacky

### Televisión
- Les Cinq Dernières Minutes (1960) ... pintor (1 episodio)
- Les Évasions célèbres (1972) ... Mazarin (1 episodio)
- Le Temps des as (1978) ... Bachereau
- Le Roi qui vient du Sud (1979) ... Concini
- Toutes griffes dehors (1982) ... Simonès
- Commissaire Moulin (1989) ... José Ribeira (1 episodio)
- C'est quoi ce petit boulot ? (1991) ... Ben
- Bonnes Vacances (1998) ... Legendre
- La Surprise (2000) ... Philippe Charbier
- Père et Maire (2002–09) ... Comisaria Perret
- Mer belle à agitée (film de televisión) (2004) ... Albert
- Scènes de ménages (2009–present) ... Raymond

## Actor de voz

### Doblajes de películas
- Tom Jones (1963) ... Black George (Wilfrid Lawson)
- Reflejos de un ojo dorado (1967) ... Anacleto
- Shalako (1968) ... Rojas (Julián Mateos)
- The Wild Bunch (1969) ... Angel (Jaime Sánchez)
- The Love Bug (1969) ... hippie
- El oro de Mackenna (1969) ... Colorado (Omar Sharif)
- Pequeño gran hombre (1970) ... historiador (William Hickey)
- Chisum (1970) ... Neemo
- Cannon for Cordoba (1970) ... Andy Rice (Pete Duel)
- Dos hombres contra el Oeste (1971) ... Sheriff Bill Jackson (Victor French)
- La Folie des Grandeurs (1971) ... Giuseppe (Leopoldo Trieste)
- Deliverance (1972) ... hombre de la montaña (Bill McKinney)
- The New Centurions (1972) ... Sergio (Erik Estrada)
- Mi nombre es Ninguno (1973) ... dueño del corral
- The Stone Killer (1973) ... mecánico
- The Taking of Pelham 123 (1974) ... matón
- Thunderbolt and Lightfoot (1974) ... Goody (Geoffrey Lewis)
- Rosebud (1975) ... Hamlekh (Cliff Gorman)
- The Man Who Would Be King (1975) ... Billy Fish (Saeed Jaffrey)
- Brannigan (1975) ...  Angell (Arthur Batanides)
- Supervixens (1975) ... Cal MacKinney (John Lazar)
- Taxi Driver (1976) ... tendero (Victor Argo)
- Annie Hall (1977) ... tío de Alvy
- La cruz de hierro (1977) ... Caporal Schnurrbart
- El Señor de los Anillos (1978) ... Gollum (Peter Woodthorpe), Wormtongue (Michael Deacon)
- Pari e dispari (1978) ... Nynfus (Sal Borgese)
- Up in Smoke (1978) ... Pedro de Pacas (Cheech Marin)
- Apocalypse Now (1979) ... fotógrafo (Dennis Hopper)
- Manhattan (1979) ... servidor de pizzería (Raymond Serra)
- Stir Crazy (1980) ... Skip Donahue (Gene Wilder)
- Heavy Metal (1981) ... robot (John Candy)
- The Bunker (1981) ... Joseph Goebbels (Cliff Gorman)
- Romancing the Stone (1984) ... Juan (Alfonso Arau)
- El Templo del oro (1986) ... cantina owner
- Harry and the Hendersons (1987) ... Jacques LaFleur (David Suchet)
- Licence to Kill (1989) ... Franz Sanchez (Robert Davi)
- Karate Kid III (1989) ... Mr Miyagi (Pat Morita)
- Do the Right Thing (1989) ... Pino (John Turturro)

### Series de televisión
- I Dream of Jeannie (1965) ... Major Anthony Nelson (Larry Hagman)
- Kojak (1973–78) ... Inspector Gómez
- Starsky y Hutch (1975) ... Mickey
- The Love Boat (1977) ... Dr. Adam Bricker (Bernie Kopell)
- El hombre de la Atlántida (1978) ... Moby
- San Ku Kaï (1979) ... Sidero
- Miami Vice (1984–89) ... Teniente Rodríguez
- ALF (1986–90) ... Willie Tanner (Max Wright)

### Series de animación
- Los Picapiedra (1960–66) ... Barney
- El Show de los Muppets (1977) ... Gonzo, Waldorf, Rowlf
- The Secret Lives of Waldo Kitty (1979) ... Waldo
- La vuelta al mundo de Willy Fog (1981) ... Bully y Tico
- Los Pitufos (1981) ... Abuelo Pitufo, Pitufo Gruñón
- D'Artacán y los tres mosqueperros (1981) ... D'Artacán
- Lucky Luke (1983) ... Jack Dalton
- Sherlock Holmes (1984) ... Profesor Moriarty
- Thundercats (1985) ... Mongor, Claudus
- Bibifoc (1985) ... Sulfuric
- Maeterlinck's Blue Bird: Tyltyl and Mytyl's Adventurous Journey (1986) ... Tylo, narrator
- Babar (1989) ... Cornelius
- Chip 'n Dale: Rescue Rangers (1989–90) ... voces adicionales
- Pato Darkwing (1991) ... Pato Darkwing
- Alberto el quinto mosquetero (1993) ... D'Artacán
- Iznogoud (1995) ... Iznogoud
- 101 dálmatas: la serie (1997) ... Jasper, Mayor Edmond, Sydney, Sergeant Tibs

### Películas de animación
- Tintín en el templo del sol (1969) ... jefe de la estación de tren
- Las doce pruebas de Astérix (1976) ... Le Vénérable du sommet
- La Ballade des Dalton (1977) ... Jack Dalton
- The Rescuers (1977) ... Luke
- The Castle of Cagliostro (1979) ... Jigen
- The Fox and the Hound (1981) ... tejón
- Les Dalton en cavale (1983) ... Jack Dalton
- Oliver y su pandilla (1988) ... Tito
- La sirenita (1989) ... Eureka
- Porco Rosso (1992) ... Paolo Piccolo
- Bambi (1993) ... búho
- La dama y el vagabundo (1997) ... Joe
- Atlantis: el imperio perdido (2000) ... Jebidiah Allardyce "Cookie" Farnsworth
- Chicken Run (2000) ... Pick
- Shrek (2001) ... el sacerdote
- Atlantis: Milo's Return (2003) ... Cookie
- The Land Before Time (2005) ... narrador
- Los Pitufos (2011) ... Abuelo Pitufo
- Los Pitufos 2 (2013) ... Abuelo Pitufo